# 钴
鈷，是一種化學元素，化學符號为Co，原子序數为27，原子量為58.933195 u。鈷和鎳一樣，在地殼中只能有化合物形式，以少量沉澱於隕鐵（Meteoric iron）的方式儲存。用還原方法冶煉出的純元素，是一種堅硬、具有光澤的銀灰色金屬。
以鈷為基底的藍色顏料（鈷藍）自古以來就用在珠寶和油漆上，並賦予玻璃獨特的藍色調，但之後煉金術士認為這個顏色是來自於鉍這個已知金屬。礦工長期用「科博爾德礦石」（kobold ore）來稱呼某些製造藍色顏料的礦物，會被如此命名是因為它們在已知金屬中的含量較少，而且在提煉時會產生有毒的含砷氣體。在1735年，首次發現這種礦石可被還原成一種新的金屬，這種礦石最終被命名為kobold。
現今，有些鈷是特別由許多具金屬光澤的礦石之一製造得到的，例如輝砷鈷礦（CoAsS）。然而，該元素通常是開採銅和鎳的副產物。剛果民主共和國（DRC）和尚比亞的帶狀產銅區產量佔全球鈷產量的大部分。根據加拿大自然資源部的數據，2016年剛果民主共和國就佔世界產量的50％以上（123,000噸）。
鈷主要用於製造磁性、耐磨和高強度合金。化合物矽酸鈷和鋁酸鈷為玻璃、陶瓷、油墨、油漆和清漆提供獨特的深藍色。天然存在的鈷僅有一種穩定同位素：鈷-59。鈷-60是商業上重要的放射性同位素，被用作放射性追蹤劑，並用於生產高能伽馬射線。
鈷是一組被稱為鈷胺素的輔酶的活性中心。維生素B12是該類型中最著名的例子，是所有動物必需的維生素。無機形式的鈷也是細菌、藻類和真菌的微量營養素。

## 名称
鈷的英文名称來自于德文的Kobold，意為「壞精靈」，因為鈷礦有毒，礦工、冶煉者常在工作時染病，鈷還會污染別的金屬，這些不良效果過去都被看作精靈的惡作劇。

## 分布

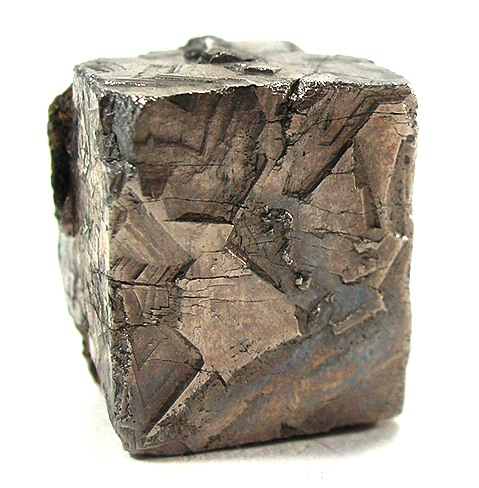
辉砷钴矿

稳定的钴同位素鈷-59是通过超新星上的R-过程生成的。钴在地球上的分布极为广泛，但在地壳中的含量仅0.0023％，许多铁﹑镍﹑铜等矿中都含有微量的钴。天然水﹑泥土和动植物中都发现有钴的踪迹。
自然界中，钴经常和铁伴存，尽管铁陨石中钴的丰度要小于镍，但两者都是陨铁的特征成分。与镍一样，虽然未发现钴在古地壳以金属的形式存在，但陨铁合金中的钴由于未受氧气和水分的侵蚀能以金属（合金）的形式存在。
化合物形式的钴是铜和镍矿石中的次要成分。
钴矿：
- 辉砷钴矿
- 硫钴矿[3]
- 方钴矿
- 菱钴矿

鈷礦的分佈極為不均勻。目前全球礦產逾半產自剛果民主共和國，中國、加拿大等國生產額均占不到一成。

## 性質

### 物理性质
钴是具有钢灰色和金属光泽的硬质金属。

### 化学性质
鈷在常溫下與水和空氣都不起作用，性質同鐵、鎳相似。在加熱時，鈷與氧、硫、氯、溴發生劇烈反應。也能與一氧化碳形成羰基化合物。

## 化合物

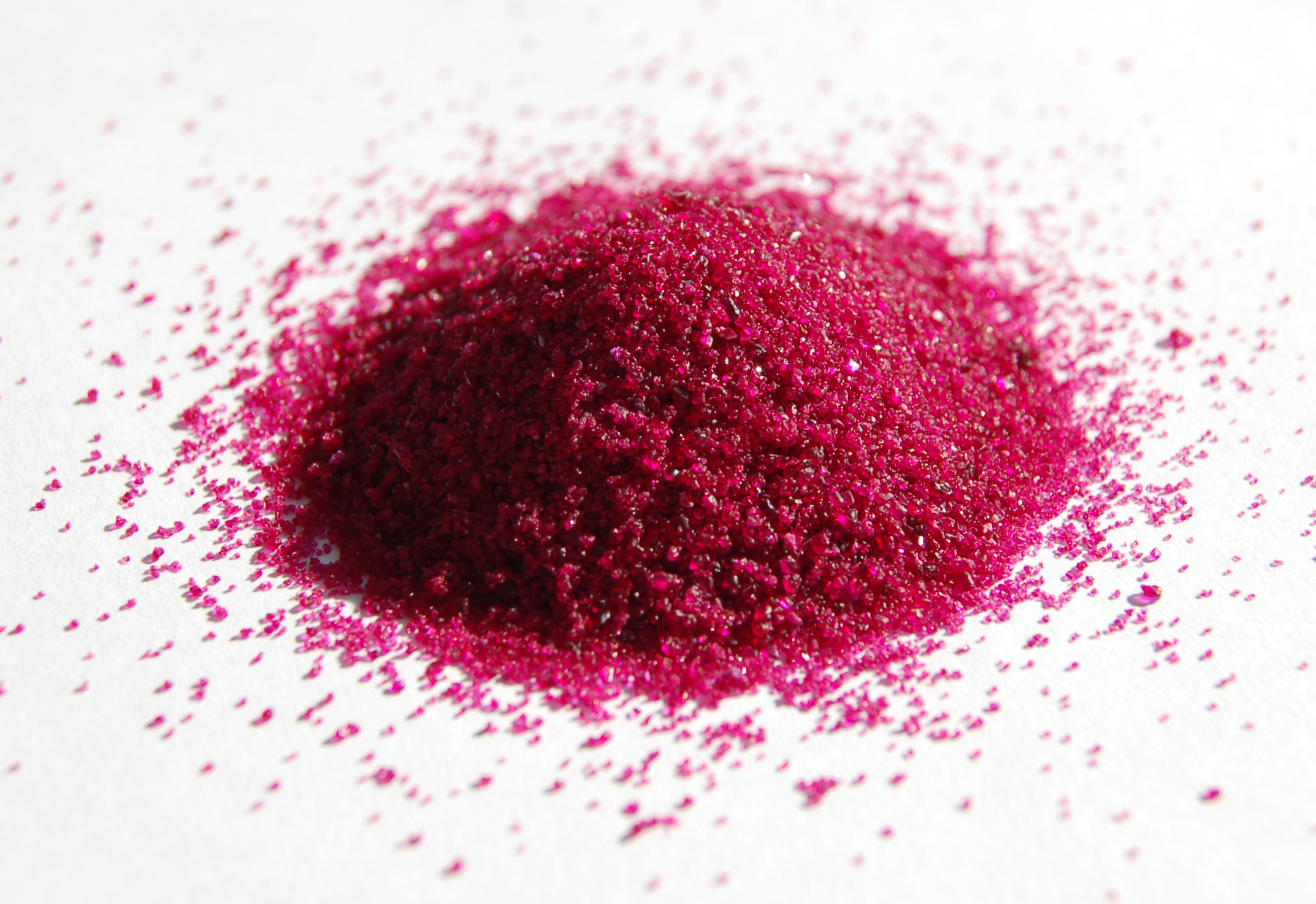
图中粉色的颗粒物是六水氯化钴的样品

钴最常见的化合价是+2，此外还有0和+3价的钴化合物。

### 钴(II)
+2价的钴可以和所有阴离子形成钴盐，如氯化钴、硫酸钴和乙酸钴等。
Co(II)的配合物的颜色是很有意思的，八面体配合物大多数是粉红色的，如[Co(H2O)6]2+，而四面体配合物大多数是蓝色的，如[CoCl4]2-、[Co(CNS)4]2-等。

### 钴(III)
+3价的钴更常见于一些配合物，如[Co(NH3)6]3+。而以水为配体的Co(III)配合物不如氨的稳定，而二价的钴氨配合物很容易在水中被空气或其它氧化剂氧化为三价钴的配合物。
对于一些简单化合物，三氧化二钴、羟基氧化钴也是已知的。

## 用途
钴最主要的用途是制作电池的電極，以及製造特殊合金。

### 合金
钴铬合金可以用于牙科填补材料，以取代对部分人致敏的含镍材料。
钴以5%的比例添加于铂中出现于首饰中，这种合金略有磁性。

### 电池
钴的化合物钴(III)酸锂被广泛用于锂离子电池（鈷酸鋰電池）中。

### 染料
在19世纪之前，钴元素的最广泛的用处就是染料。自从中世纪，钴就作为一种蓝色玻璃的添加物钴蓝(CoAl2O4)投入生产。
也有鈷綠顏料。

### 放射性同位素
钴-60是一个γ射线的放射源，它是通过用中子轰击钴而产生的高能放射源。它释放出两种γ射线，其能量分别为1.17和1.33MeV。

### 其他
钴在电镀方面也有广泛应用，由于其吸引人的外观，坚硬和具有抗氧化性，还用于作为瓷釉的底釉。

## 外部連結
- 元素钴在洛斯阿拉莫斯国家实验室的介紹（英文）
- —— 钴（英文）
- 元素钴在The Periodic Table of Videos（諾丁漢大學）的介紹（英文）
- 元素钴在Peter van der Krogt elements site的介紹（英文）
- WebElements.com – 钴（英文）
- Cobalt （页面存档备份，存于） at The Periodic Table of Videos (University of Nottingham)
- Centers for Disease and Prevention – Cobalt （页面存档备份，存于）
- The Cobalt Institute （页面存档备份，存于）